# Marasanahalli, Chik Ballapur
Marasanahalli là một làng thuộc tehsil Chik Ballapur, huyện Kolar, bang Karnataka, Ấn Độ.